# Борис Георгієв
Борис Георгієв (болг. Борис Георгиев, нар. 5 грудня 1982, Софія) — болгарський професійний боксер, бронзовий призер Олімпіади 2004, чемпіон (2006) і призер чемпіонатів Європи з боксу.

## Любительська кар'єра
На чемпіонаті світу серед молоді 2000 Борис Георгієв завоював срібну медаль, програвши у фіналі Дьюла Кате (Угорщина).
У віці 17 з половиною років Георгієв виступив на чемпіонаті Європи 2000, де дійшов до фіналу у напівлегкій ваговій категорії.
- В 1/8 фіналу переміг Георгія Макалатія (Україна) — 9-3
- В 1/4 фіналу переміг Адріана Наску (Румунія) — 14-12
- В півфіналі переміг Фальк Густе (Німеччина) — 9-4
- У фіналі програв Рамазану Паліані (Туреччина) — 5-9

На чемпіонаті світу 2001 переміг двох суперників, а у чвертьфіналі програв Йоні Турунену (Фінляндія).
На чемпіонаті Європи 2002 здобув срібло у легкій ваговій категорії.
- В 1/16 фіналу переміг Араїка Сачбазьяна — 23-13
- В 1/8 фіналу переміг Фархада Аджалова (Азербайджан) — RSCO 3
- В 1/4 фіналу переміг Відаса Бічулайтіса (Литва) — RSCO 3
- В півфіналі переміг Сельчук Айдин (Німеччина) — 26-13
- У фіналі програв Олександру Малетіну (Росія) —

На чемпіонаті світу 2003 Георгієв був нокаутований в першому бою знаменитим кубинцем Маріо Кінделаном.
На кваліфікаційному чемпіонаті Європи 2004 в категорії до 64 кг переміг двох суперників, а у чвертьфіналі програв Ігорю Пащуку (Україна) — 25-46. Георгієв кваліфікувався на Олімпійські ігри 2004, посівши друге місце на 3-му європейському кваліфікаційному олімпійському турнірі AIBA 2004 року в Гетеборзі, Швеція.

### Виступ на Олімпіаді 2004
(кат. до 64 кг)
- У першому раунді змагань переміг Нассерредіна Філлалі (Алжир)
- У другому раунді змагань переміг Рок Аллен (США) — 30-10
- У чвертьфіналі переміг Нуршана Карімшанова (Казахстан) — 20-18
- У півфіналі програв Юдель Джонсону (Куба) — 9-13

На чемпіонаті світу 2005 програв у чвертьфіналі кубинцю Інокенте Фісс.

### Чемпіонат Європи 2006
- В 1/16 фіналу переміг Карміне Чирилло (Італія) — 24-12
- В 1/8 фіналу переміг Еміля Магеррамова (Азербайджан) — 25-22
- У чвертьфіналі переміг Бориса Каталініча (Хорватія) — 30-9
- У півфіналі переміг Іонуца Георге (Румунія) — 31-18
- У фіналі переміг Олега Коміссарова (Росія) — 25-17

### Виступ на Олімпіаді 2008
(кат. до 64 кг)
- У першому раунді змагань переміг Хав'єра Моліну (США) — 14-1
- У другому раунді змагань програв Уранчимегійн Менх-Ердене (Монголія) — 3-10

## Професіональна кар'єра
27 червня 2009 року дебютував на професійному рингу. В період з 2009 по 2012 роки провів у Великій Британії 7 професійних боїв, усі виграв.